# Edificio de la Gobernación Provincial de Los Andes

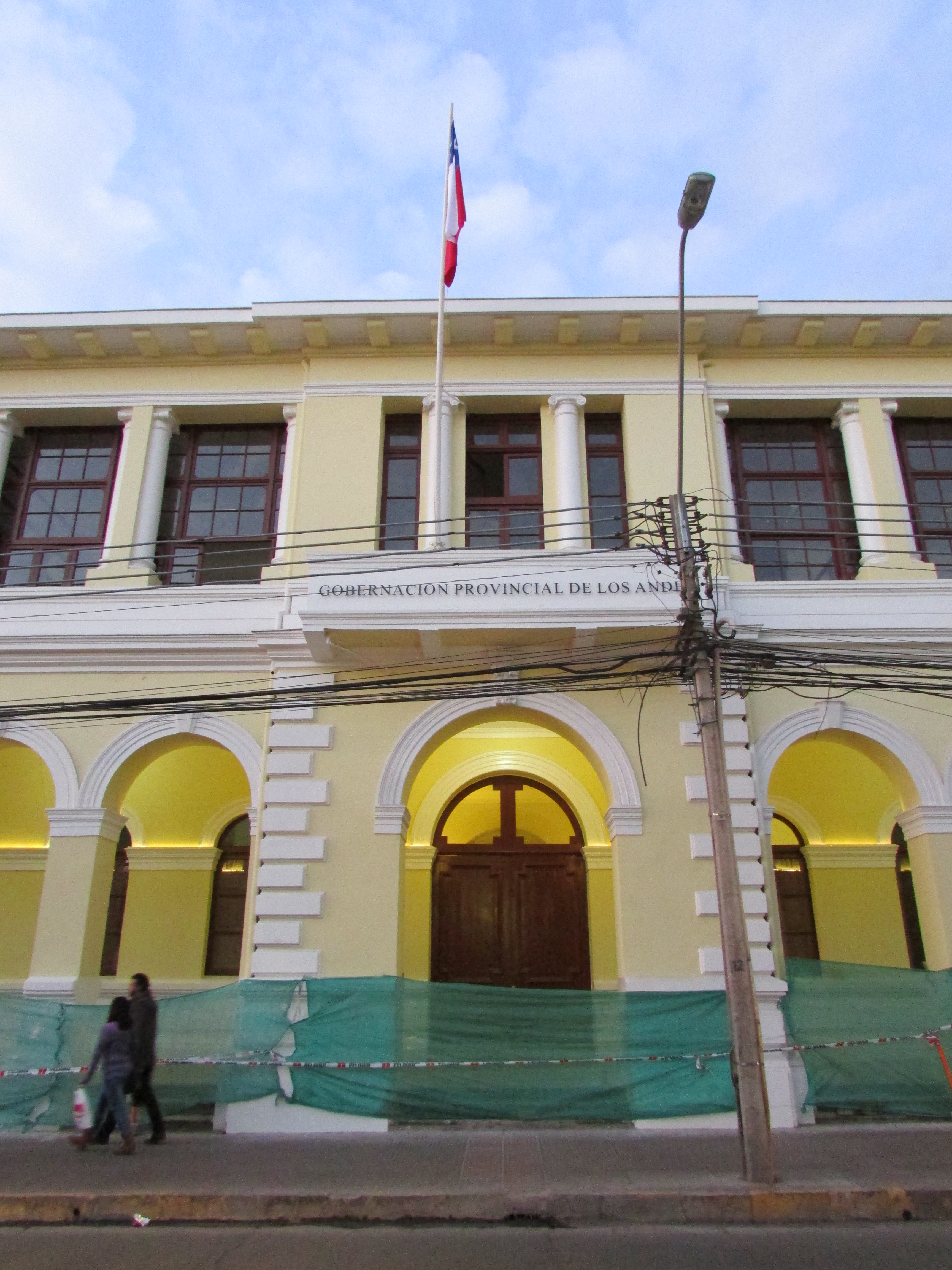
Vista frontal del edificio

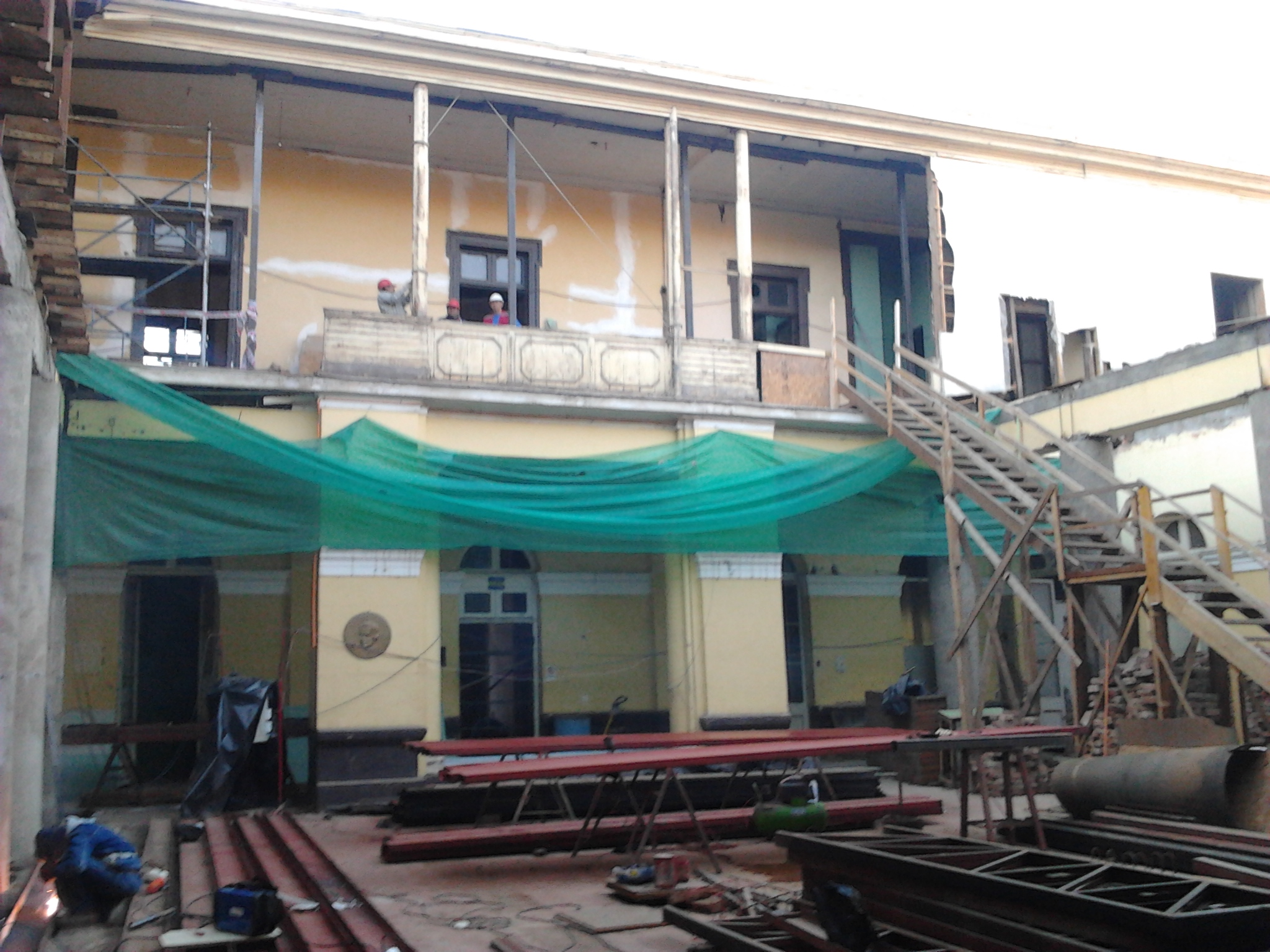
Vista patio central ala Norte

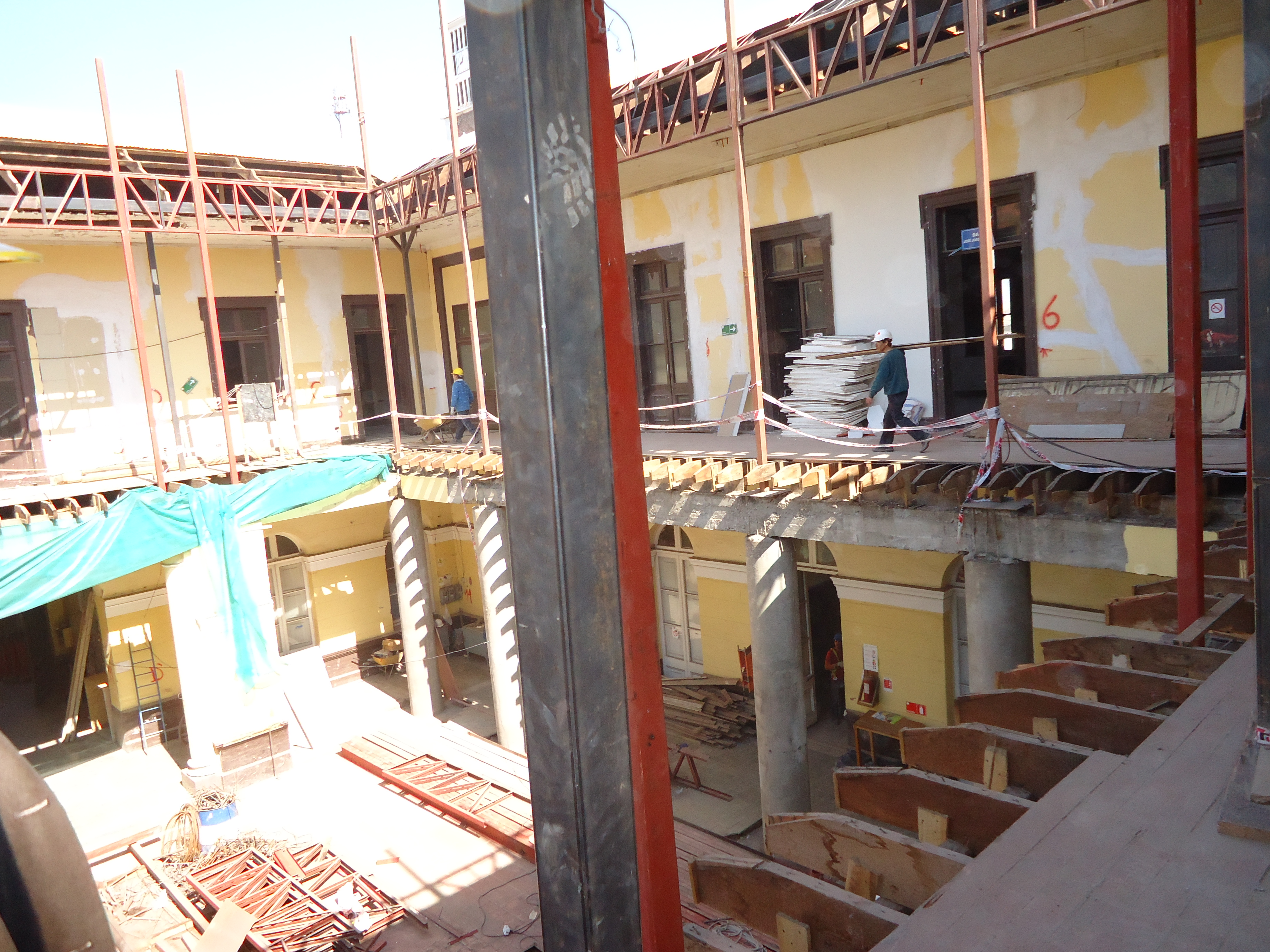
Vista desde 2.º piso hacia patio central, sin tradicional ventanales.

El edificio de la Gobernación Provincial de Los Andes está ubicado en la ciudad de Los Andes en la región de Valparaíso, Chile. Se construyó entre 1888 y 1891 por el Ministerio de Obras Públicas. Posee un estilo arquitectónico neoclásico. El 20 de marzo de 2001 fue declarado Monumento Nacional de Chile, en la categoría de Monumento Histórico, mediante el Decreto Exento n.º 9.

## Historia
La construcción del edificio se sitúa entre los años 1888 y 1891 durante el gobierno de José Manuel Balmaceda. El arquitecto encargado del proyecto fue Enrique Isenring del Ministerio de Obras Públicas, y el constructor fue Luis A. Fernández. Hasta el terremoto del 2010, el edificio alojaba oficinas de la Gobernación, Inspección del Trabajo, cantón de reclutamiento, Registro civil y Correos de Chile, servicios que tuvieron que ser trasladados temporalmente a otras dependencias.
En 2011, la fundación Altiplano, financiada por el programa «Puesta en Valor del Patrimonio» de la Subsecretaría de Desarrollo Regional y Administrativo, realizó una restauración completa al monumento. Se invirtieron cerca de 1500 millones de pesos. El proyecto dotó al edificio de nuevas instalaciones y reconstruyó el casino y el ala oriente del segundo piso. Además se retiraron todos los elementos agregados en reconstrucciones anteriores que alteraban la arquitectura original. La construcción comenzó en abril del 2012 y se espera que este lista para fines del 2013.

## Descripción
El edificio posee un estilo neoclásico, es de volumen rectangular y tiene dos pisos. Sus muros son gruesos; de 80 cm de espesor en el primer piso y 20 cm en el segundo. La cubierta es de fierro galvanizado y los entramados de los entrepisos y techumbre son de madera. Los tabiques son de roble rellenos con ladrillos a soga o con adobillo.